# 肖桐
肖桐（1922年8月—2001年12月14日），河北深县人。曾任城乡建设环境保护部副部长、党组成员，建设部顾问，中国建筑工程总公司董事长，中国房屋开发总公司董事长。中共十二大代表。

## 生平
肖桐出生于河北深县，于1938年参加中国共产党。抗日战争时期在晋察冀边区工作，解放战争时期在冀东行署工作，1949年8月任唐山市政府税务局局长兼财政局局长。中华人民共和国成立后设立国家建筑工程部，肖桐于1954年调国家建工部，曾在反右运动中被错划为右倾，后平反。
1973年文革后期大批老干部重获重用，肖桐任国务院港口建设办公室副主任，建工局、施工局负责人。文革结束后，历任国家建工总局局长、党组书记，国家建委副主任、党组成员，城乡建设环境保护部副部长、党组成员，建设部顾问，中国建筑工程总公司首任董事长，中国房屋开发总公司首任董事长。
肖桐于1986年创立中国建筑业协会并出任第一任、第二任会长，期间牵头设立中国建筑工程质量最高奖鲁班奖。于1985年创立中国房地产业协会并出任第一任、第二任会长。他也是中国中信集团的创始董事会成员。
肖桐被认为是中国大陆房地产开发第一人。2017年在接受中国房地产报采访时，原万里秘书、国家房改课题组组长孟晓苏“毫不犹豫把这个赞誉送给了原建设部副部长肖桐”，说：“真正的房地产教父应该是肖桐（副）部长。...他是中房集团的第一届董事长，又是中国房协的创立者和第一任会长，他已经作古了，但是老人家当年开创的事业现在已经在全国各地开花。”
他于2001年12月在北京逝世。中共高层李瑞环、胡锦涛、曾庆红和谷牧、李锡铭等以不同方式表示慰问和哀悼。